# Igor Dobrovolski
Igor Ivanovici Dobrovolski (în ucraineană Ігор Іванович Добровольський, în rusă Игорь Иванович Добровольский; n. 27 august 1967, Markivka, Raionul Razdelna, RSS Ucraineană, URSS) este un fost fotbalist sovietic și actual antrenor de fotbal moldovean.
Încheindu-și cariera de jucător în 2005 la formația Tiligul Tiraspol, Dobrovolski devine antrenorul acesteia. În anul 2006, Federația Moldovenească de Fotbal îi face propunerea să preia echipa națională a Moldovei la care Dobrovolski răspunde afirmativ. El a antrenat echipa națională de fotbal a Republicii Moldova în perioada 2006-2009. Sub conducerea lui, selecționata Moldovei a înregistrat cele mai bune rezultate din istoria sa, acumulând 12 puncte în preliminariile Campionatului European de Fotbal 2008 și ajungând până pe locul 37 în Clasamentul FIFA pe națiuni.
Din 2010 până în 2013 a antrenat echipa Dacia Chișinău, club cu care a obținut cele mai mari perfomanțe în cariera de antrenor, câștigând campionatul și Supercupa Moldovei în 2011. În 2013–2014 a antrenat clubul Veris Chișinău, iar în perioada ianuarie-martie 2015 – formația FC Sahalin din liga secundă rusă. În perioada mai-august 2015 a antrenat echipa Dacia Chișinău.

## Palmares

### Jucător
- Medalia de Aur la Olimpiada din 1988
- Gheata de Argint la Olimpiada din 1988 (6 goluri)
- Fotbalistul Sovietic al Anului: 1990
- Câștigător al Campionatului European de Fotbal U-21: 1990
- Campion Ligue 1 (1): 1991–92
- Câștigător UEFA Champions League (1): 1992–93

### Antrenor
Dacia Chișinău
- Divizia Națională (1): 2010-2011

Vicecampion: 2014-2015
- Supercupa Moldovei: 2011
- Cupa Moldovei

Finalist: 2014-2015

### Individual
- Cel mai bun antrenor de fotbal al anului în Republica Moldova (2): 2007,[5] 2011[6]

Locul 2: 2012
Locul 3: 2009